# Exarchat apostolique
Un exarchat apostolique est une Église particulière de l'Église catholique en usage dans les Églises catholiques orientales. Il correspond au vicariat apostolique de l'Église latine. Il a à sa tête un évêque titulaire. Il n'est pas rattaché à un archidiocèse métropolitain mais est directement sujet du Saint-Siège. 
L'exarchat apostolique, sujet du Saint-Siège est à distinguer de l'exarchat patriarcal, directement dépendant d'un patriarcat, ou de l'exarchat archiépiscopal, directement dépendant d'un siège archiépiscopal majeur. 
Les exarchats apostoliques sont des juridictions situés hors des territoires propres de leurs Églises, lorsqu'elles en ont un. Ils peuvent également constituer les circonscriptions uniques de certaines Églises grecques-catholiques nationales ayant peu de fidèles.  
Les exarchats sont régis par les canons 311 à 321 du Code des canons des Églises orientales,.

## Liste des exarchats apostoliques
Au 1er juillet 2022, l'Église catholique compte quatorze exarchats apostoliques :

### Exarchats apostoliques comme circonscription hors territoire propre de certaines Églises orientales
- Église catholique arménienne :
  - Exarchat apostolique d'Amérique latine et du Mexique des Arméniens[A 1],[B 1] ;
- Église grecque-catholique ukrainienne :
  - Exarchat apostolique d'Allemagne et de Scandinavie des Ukrainiens[A 2],[B 2] ;
  - Exarchat apostolique d'Italie des Ukrainiens[A 3],[B 3] ;
- Église grecque-catholique ruthène :
  - Exarchat apostolique de République tchèque des Ruthènes[A 4],[B 4] ;
- Église grecque-catholique slovaque
  - Exarchat apostolique des saints Cyrille et Méthode de Toronto des Slovaques[A 5],[B 5] ;
- Église catholique melkite :
  - Exarchat apostolique d'Argentine des Melkites[A 6],[B 6] ;
  - Exarchat apostolique du Venezuela des Melkites[A 7],[B 7] ;
- Église maronite :
  - Exarchat apostolique de Colombie des Maronites[A 8],[B 8] ;
- Église catholique syriaque :
  - Exarchat apostolique du Venezuela des syro-catholiques[A 9],[B 9] ;
  - Exarchat apostolique du Canada des syro-catholiques[A 10],[B 10] ;

### Exarchats apostoliques comme circonscriptions uniques de certaines Églises orientales
- Église grecque-catholique hellène :
  - Exarchat apostolique de Grèce des Byzantins[A 11],[B 11] ;
  - Exarchat apostolique de Constantinople des Byzantins[A 12],[B 12] ;
- Église grecque-catholique russe:
  - Exarchat apostolique de Russie[A 13],[B 13] ;
  - Exarchat apostolique d'Harbin[A 14],[B 14].

## Anciens exarchats apostoliques
Voici d'anciens exarchats apostoliques, classés par date de changement de statut.
- 1951 : L'exarchat apostolique grec-catholique du Canada oriental des Ukrainiens, créé le 19 janvier 1948 et renommé le 10 mars 1951 exarchat apostolique de Toronto, est devenu, le 3 novembre 1956, l'éparchie apostolique de Toronto des Ukrainiens.
- 1971 : L'exarchat apostolique des États-Unis pour les fidèles de rite maronite (Etats-Unis d'Amérique), créé le 10 janvier 1966 par Paul VI, est devenu le 29 novembre 1971 l'éparchie Saint-Maron de Detroit puis, le 27 juin 1977, l'éparchie Saint-Maron de Brooklyn des Maronites.
- 1986 : L'exarchat apostolique des Arméniens de France, créé le 23 juillet 1960 par Jean XXIII, est érigé le 30 juin 1986 par Jean-Paul II en éparchie Sainte-Croix de Paris des Arméniens, relevant directement du Saint-Siège.
- 2013 : L'exarchat apostolique d'Angleterre et du pays de Galles des Ukrainiens, créé le 10 juin 1957 et renommé le 12 mai 1968 exarchat apostolique de Grande-Bretagne des Ukrainiens, est devenu le 18 janvier 2013 l'éparchie de la Sainte-Famille de Londres des Ukrainiens.
- 2015 : L'exarchat apostolique de Miskolc des Gréco-catholiques hongrois (Hongrie), créé le 4 juin 1924, est élevé le 20 mars 2015 par le pape François en éparchie de Miskolc, suffragante de Hajdúdorog.
- 2018 :
  - L'exarchat apostolique d'Afrique centrale et occidentale des Maronites (Nigéria), créé le 13 janvier 2014 par le pape François, est devenu le 28 février 2018 l'Éparchie de l'Annonciation d'Ibadan des Maronites[C 1].
  - L'exarchat apostolique de Macédoine (en Macédoine du Nord), créé le 11 janvier 2001, est élevé le 31 mai 2018 en éparchie de l'Assomption-de-la-Bienheureuse-Vierge-Marie de Strumica-Skopje[C 2].
  - L'exarchat apostolique du Canada pour les fidèles de rite syro-malabar (au Canada), créé le 6 août 2015 par le pape François, est élevé par ce même pape le 22 décembre 2018 en éparchie de Mississauga des Syro-Malabars[C 3].
- 2019 :
  - L'exarchat apostolique de Sofia, créé en 1926, est élevé le 11 octobre 2019 en éparchie Saint-Jean-XXIII de Sofia des Bulgares[C 4].
  - L'exarchat apostolique Saint-Éphrem de Khadki des Syro-Malankars, créé en 2015, est élevé le 23 novembre 2019 en éparchie Saint-Éphrem de Khadki des Syro-Malankars[C 5].

### Surcatholic-hierarchy.org
(en) David M. Cheney, « Structured View of Dioceses » [« Vue structurée des diocèses »], sur catholic-hierarchy.org (consulté le 14 juillet 2022) :
1. ↑  « Apostolic Exarchate of America Latina e Messico {Latin America and Mexico} (Armenian) » ;
2. ↑  « Apostolic Exarchate of Deutschland und Skandinavien {Germany and Scandinavia} (Ukrainian) » ;
3. ↑  « Apostolic Exarchate of Italy, Faithful of the Ukrainian Catholic Church (Ukrainian) » ;
4. ↑  « Apostolic Exarchate of Czech Republic (Ruthenian) » ;
5. ↑  « Apostolic Exarchate of Saints Cyril and Methodius of Toronto (Slovakian) » ;
6. ↑  « Apostolic Exarchate of Argentina (Melkite Greek) » ;
7. ↑  « Apostolic Exarchate of Venezuela (Melkite Greek) » ;
8. ↑  « Apostolic Exarchate of Colombia (Maronite) » ;
9. ↑  « Apostolic Exarchate of Venezuela (Syrian) » ;
10. ↑  « Apostolic Exarchate of Canada (Syrian) » ;
11. ↑  « Apostolic Exarchate of Greece (Greek) » ;
12. ↑  « Apostolic Exarchate of Istanbul (Constantinople) (Greek) » ;
13. ↑  « Apostolic Exarchate of Russia (Russian) » ;
14. ↑  « Apostolic Exarchate of Harbin [Harbin] (Russian) ».

### Surgcatholic.org
(en) Gabriel Chow, « Catholic Dioceses in the World by Type : Apostolic Exarchates (14) » [« Diocèses catholiques dans le monde par type : les 14 exarchats apostoliques »], sur gcatholic.org (consulté le 14 juillet 2022) :
1. ↑  « Armenian apostolic exarchate of América Latina e Mexico » ;
2. ↑  « Ukrainian apostolic exarchate of Deutschland und Skandinavien » ;
3. ↑  « Ukrainian Apostolic Exarchate of Italy » ;
4. ↑  « Ruthenian apostolic exarchate of Czech Republic » ;
5. ↑  « Slovak Apostolic Exarchate of Saints Cyril and Methodius of Toronto » ;
6. ↑  « Greek-melkite apostolic exarchate of Argentina » ;
7. ↑  « Greek-melkite apostolic exarchate of Venezuela » ;
8. ↑  « Maronite apostolic exarchate of Colombia » ;
9. ↑  « Syriac apostolic exarchate of Venezuela » ;
10. ↑  « Syriac Apostolic Exarchate of Canada » ;
11. ↑  « Greek apostolic exarchate of Greece » ;
12. ↑  « Greek apostolic exarchate of Istanbul » ;
13. ↑  « Russian apostolic exarchate of Russia » ;
14. ↑  « Russian apostolic exarchate of Harbin » ;

et aussi :
1. ↑  « Maronite apostolic exarchate of Western and Central Africa » ;
2. ↑  « Macedonian Diocese of Assumption of the Blessed Virgin Mary in Strumica–Skopje » ;
3. ↑  « Syro-Malabar Diocese of Mississauga » ;
4. ↑  « Bulgarian Diocese of Saint John XXIII of Sofia » ;
5. ↑  « Syro-Malankar Diocese of Saint Ephrem of Khadki ».

### Autres références
1. ↑  (fr) Code des canons des Églises orientales (lire en ligne), titre VIII : « Les exarchats et les exarques ».
2. ↑  (la) Codex canonum ecclesiarum orientalium (lire en ligne), titulus VIII : « De exarchiis et de exarchis ».